# 赫威神木
赫威神木，係指位於台灣新北市插天山自然保留區赫威山山腰處的紅檜巨木群。該神木群被編號的有十八棵，位於海拔僅900公尺的山區，是台灣海拔最低的紅檜巨木群，為北台灣著名的森林生態景觀。

## 神木群

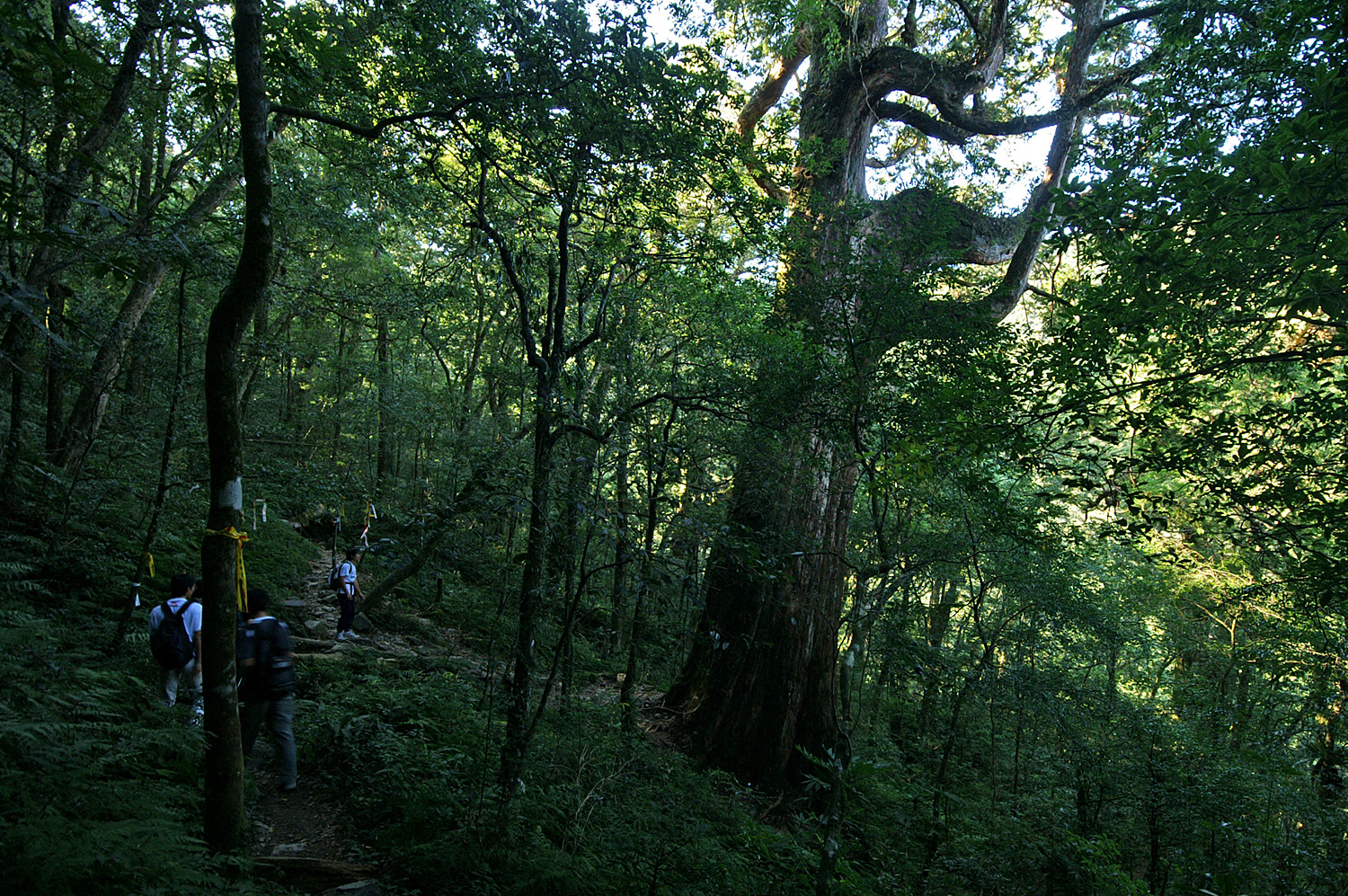
赫威一號神木
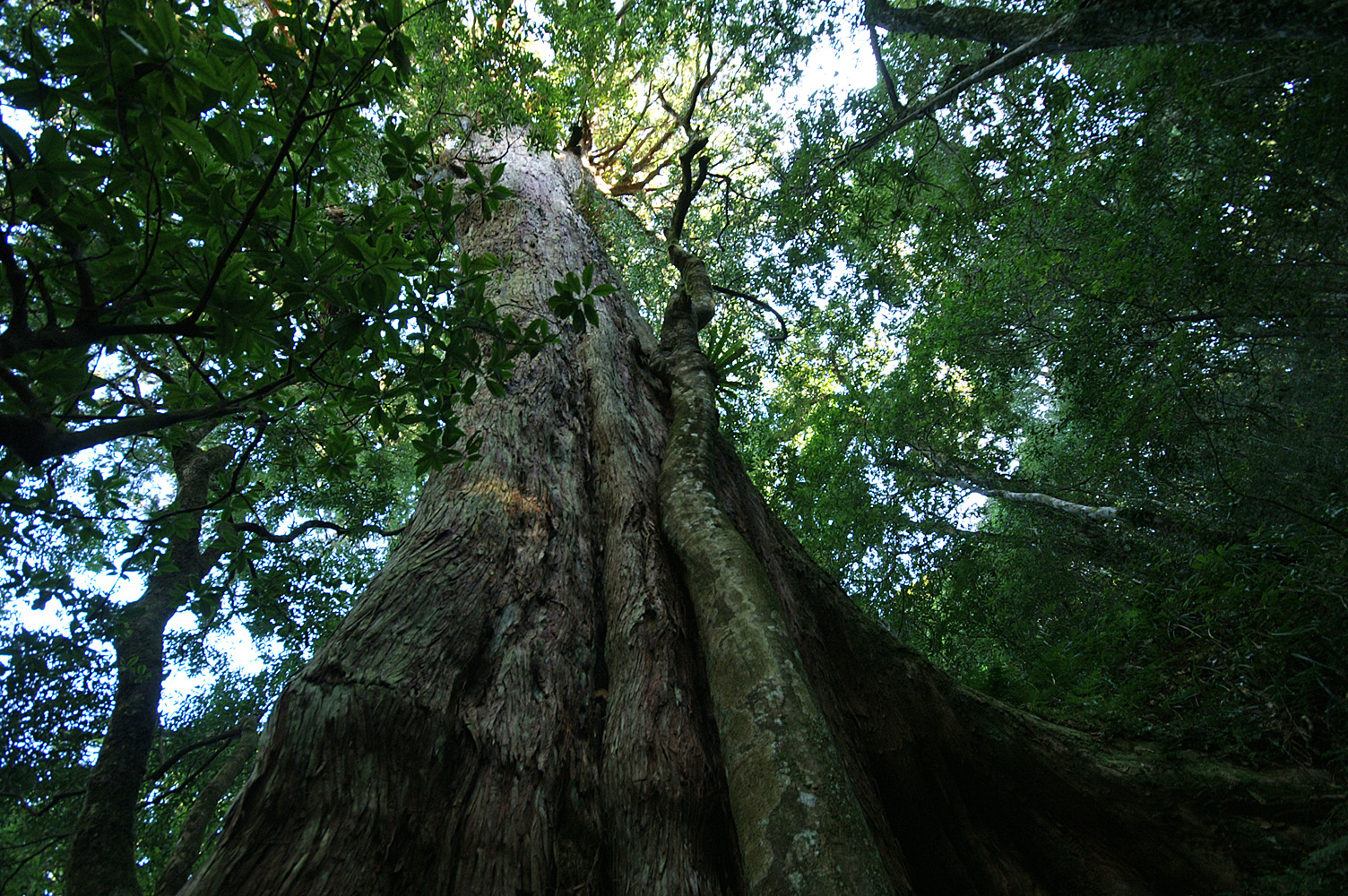
赫威二號神木
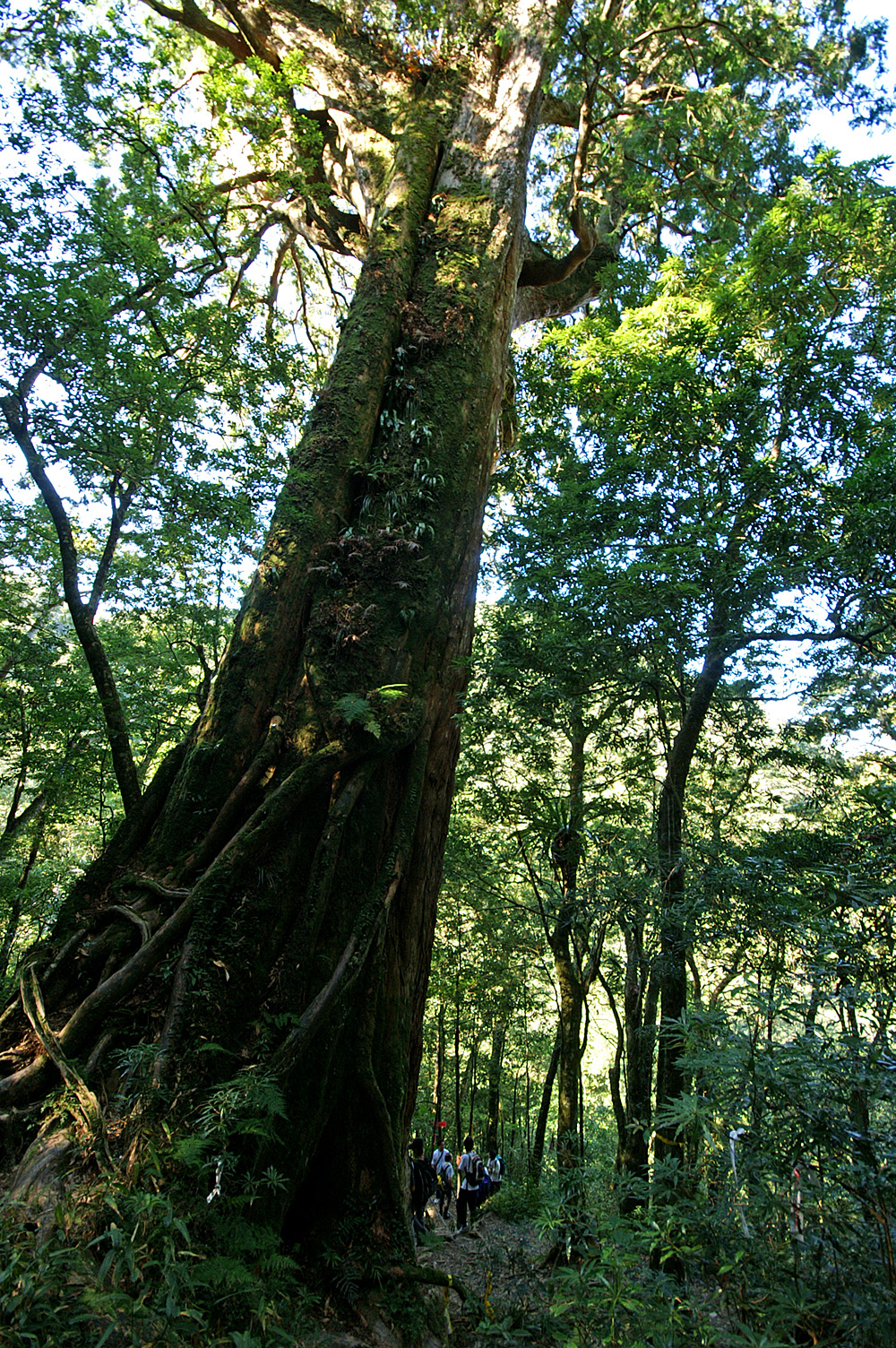
赫威六號神木
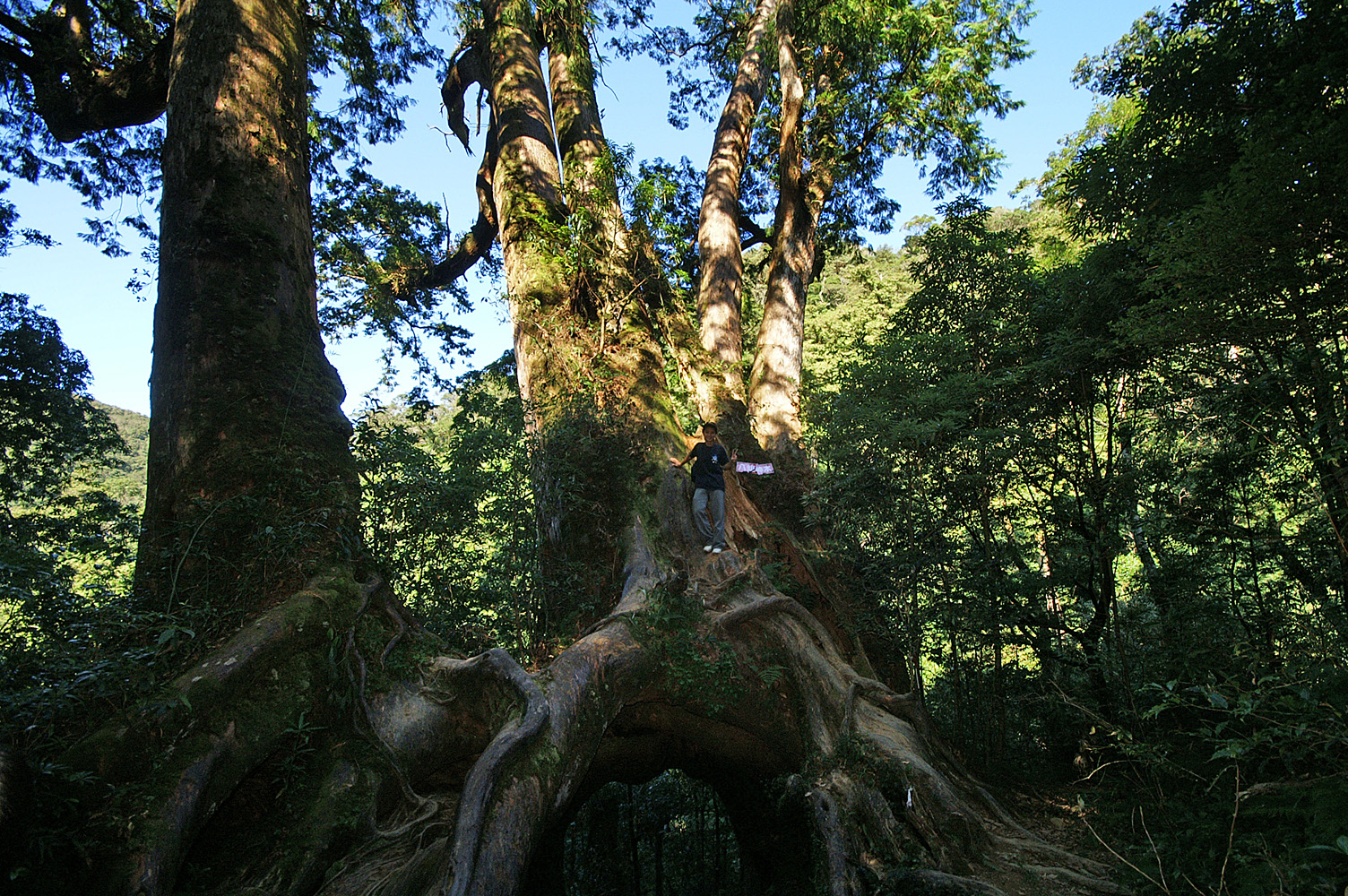
赫威八號神木
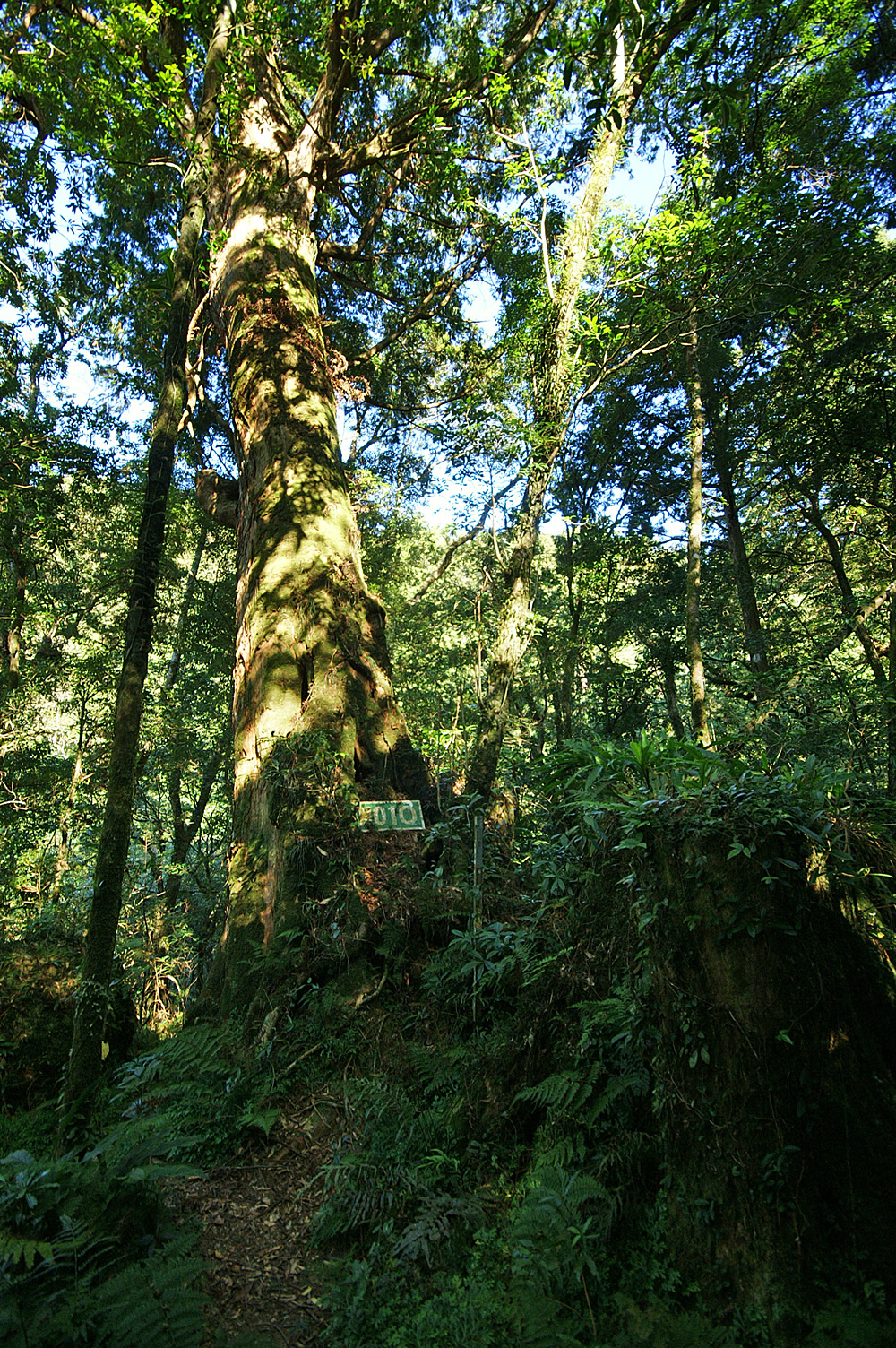
赫威十號神木
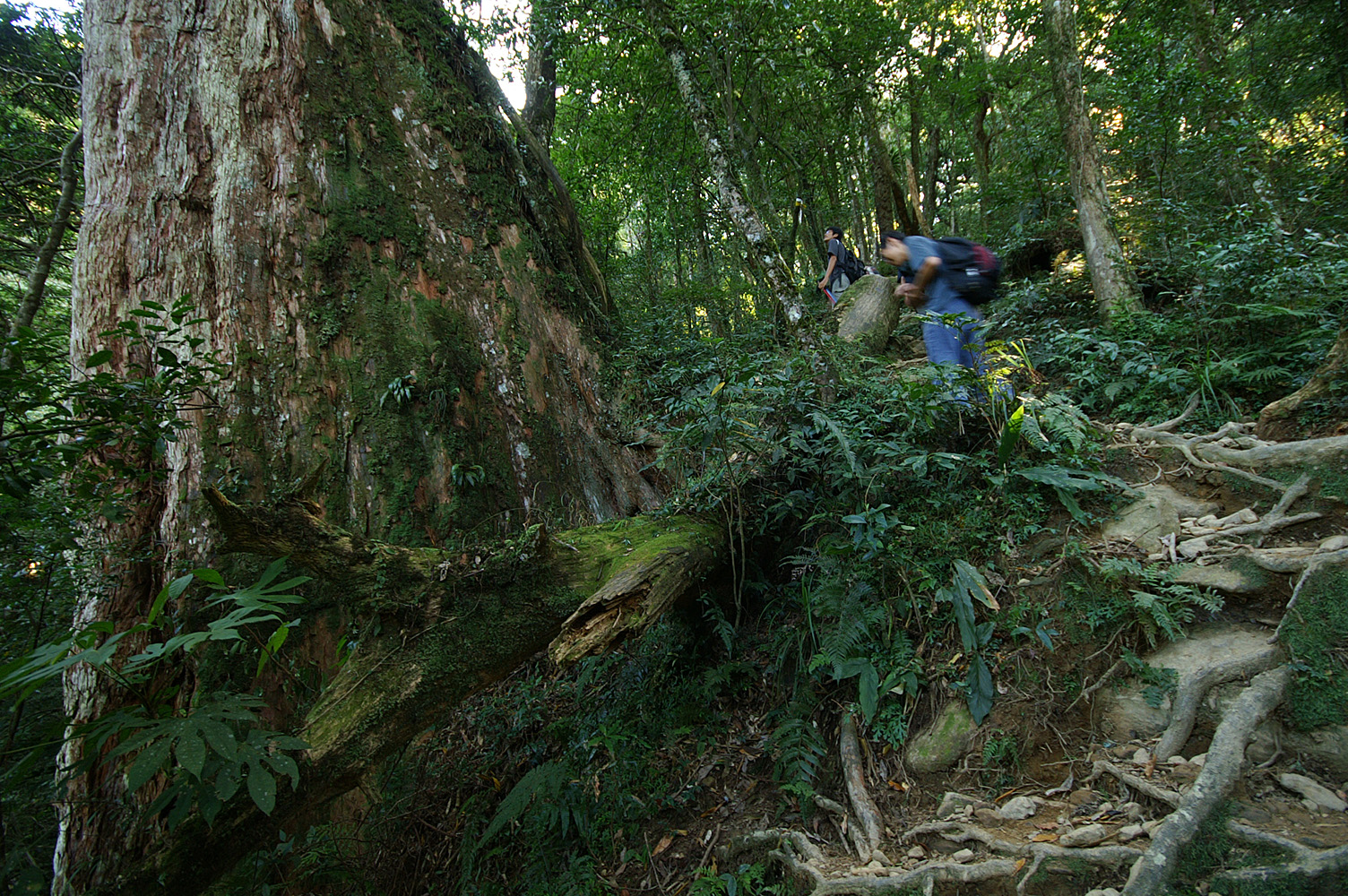
赫威十六號神木

### 一號神木
編號No.1的赫威一號神木－魔鬼巨木，因其扭曲光滑的粗壯枝枒看起來相當猙獰而得名。又因為從側邊看，剛好就像擺出了美國著名卡通人物招展二頭肌的招牌動作，而又稱卜派巨木。

### 八號神木
名八仙神木，型態盤根錯節，糾踞在山麓處，根部的孔洞人可穿越，非常奇特壯觀。有八支主幹突出，因而得名。

### 十三、十四、十五號神木
為三棵並生的巨木。